# Акія
Акія — правитель стародавнього міста Ашшур наприкінці XXI століття до н. е.